# Ardea melanocephala
L'airone testanera (Ardea melanocephala Vigors e Children, 1826) è un uccello della famiglia degli Ardeidi.

## Distribuzione e habitat
L'airone testanera è una specie molto comune ed è diffuso in gran parte dell'Africa sub-sahariana e del Madagascar. È una specie stanziale, ma alcune popolazioni dell'Africa occidentale si spostano verso nord durante la stagione delle piogge.

## Descrizione
È un uccello di notevoli dimensioni; può raggiungere gli 85 cm di altezza e i 150 cm di apertura alare. Le sue dimensioni sono all'incirca le stesse dell'airone cenerino, specie a cui somiglia moltissimo nell'aspetto, nonostante abbia generalmente un piumaggio dai toni più scuri: le regioni superiori, infatti, sono grigie e quelle inferiori grigio chiare. Anche il possente becco è scuro.

## Biologia
Nidifica durante la stagione umida, raggruppandosi in colonie sugli alberi, tra i canneti o le sponde dei fiumi. Costruisce un nido di ramoscelli dove depone 2-4 uova.
Va in cerca di cibo nelle acque basse, arpionando pesci o rane con il lungo becco affilato. Talvolta, però, va a caccia anche sulla terraferma, catturando grossi insetti, piccoli mammiferi e uccelli. Prima di arpionare una preda, l'airone attende immobile che essa gli capiti a tiro o gli si avvicina lentamente.
Il suo volo è lento e maestoso. Come tutti gli aironi e i tarabusi, quando è in aria tiene il collo ripiegato, diversamente dalle cicogne, dalle gru e dalle spatole. In volo si notano bene le copritrici bianche del sottoala.
Il suo richiamo consiste in una sorta di gracidio.